# Planet Caravan
«Planet Caravan» — пісня Pantera з «Far Beyond Driven», переспів оригіналу Black Sabbath альбому 1974 року.

## Учасники запису
- Оззі Осборн — вокал
- Тоні Айоммі — гітара
- Гізер Батлер — бас-гітара
- Білл Ворд — барабани

## Чарти
| Чарт (1994–1995)                          | Найвища позиція |
| ----------------------------------------- | --------------- |
| Australia (ARIA)                          | 90              |
| Велика Британія (Official Charts Company) | 26              |
| США (Mainstream Rock) (Billboard)         | 21              |